# Helene Ahl
Helene Ahl, född 27 oktober 1958 , är en svensk professor i företagsekonomi vid Jönköping University. Hon är verksam vid "Nationellt kompetenscentrum för livslångt lärande vid Högskolan för lärande och kommunikation" även kallat Encell. Den forskning som Ahl bedriver handlar om vuxnas lärande, genusteori och entreprenörskap.
Ahl har tidigare arbetat som gymnasielärare, på reklambyrå i Los Angeles, som produktutvecklingschef och som marknadsanalytiker på tidningsförlag. Hon disputerade 2002 med avhandlingen "The Making of the Female Entrepreneur A Discourse Analysis of Research Texts on Women’s Entrepreneurship" som kritiskt granskar entreprenörskapforskningen som gjorts på kvinnor som är entreprenörer. Avhandlingen har fått pris.
2016 fick Helene Ahl tillsammans med kollegor på Sveriges Lantbruksuniversitet, Linköpings universitet samt Stockholms universitet 5 miljoner från Familjen Kamprads Stiftelse. Projektet de fick pengar för heter "Kvinnors entreprenörskap för en levande landsbygd?".